# Pareve

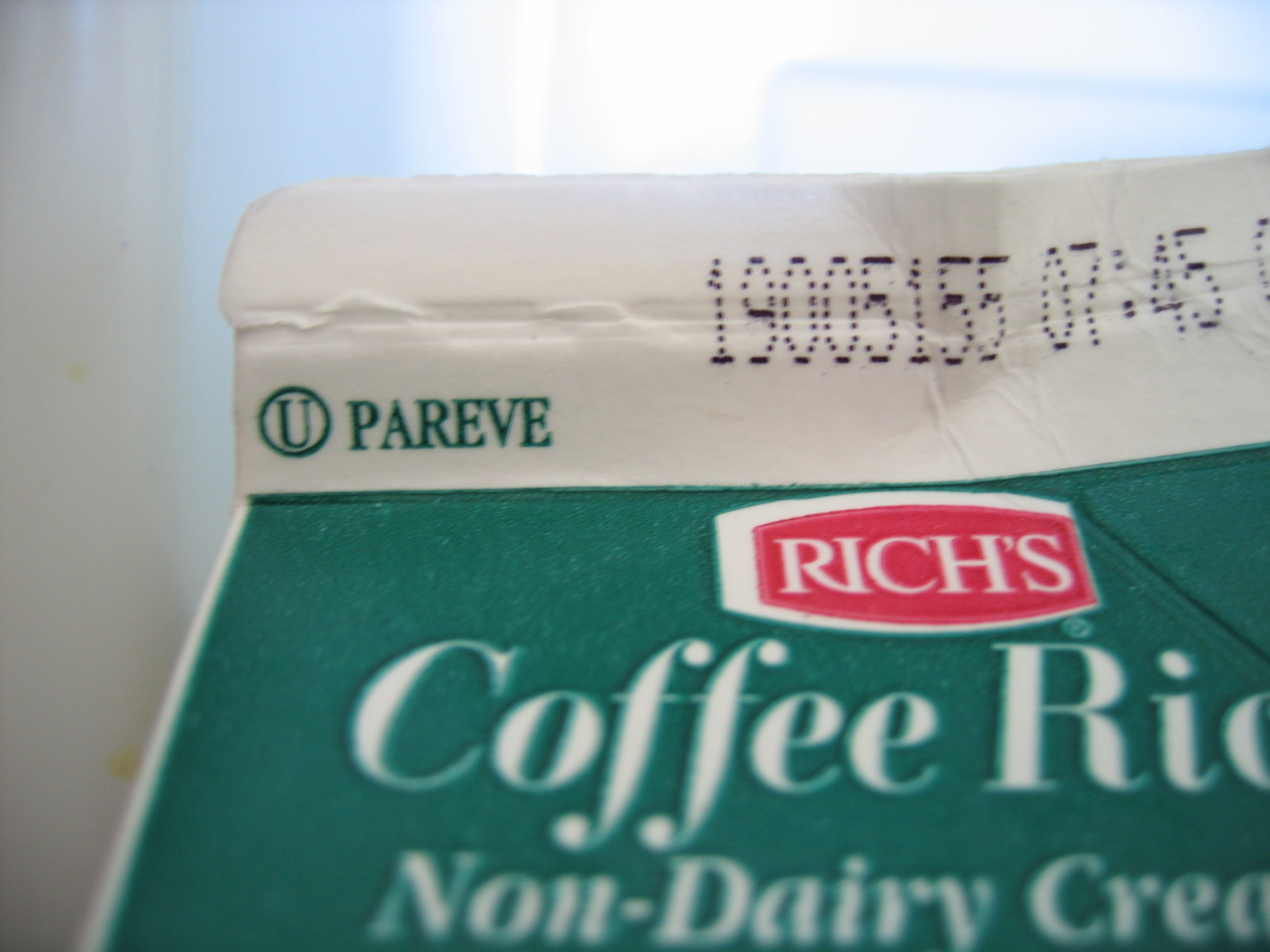

Selon la cacherout, ensemble des lois alimentaires du judaïsme, pareve (du yiddish : פאַרעוו signifiant "neutre", en hébreu פרווה), parve, ou parveh, est une classification des aliments qui ne contiennent ni produits laitiers, ni viande terrestre ou d'oiseaux. Sont comptés les aliments issus du sol (fruits, légumes, céréales, etc.), les poissons (uniquement s'ils sont casher), les œufs et les produits comestibles non biologiques (tels que l'eau et le sel). La cacherout impose une séparation des aliments carnés et lactés. Les aliments Pareve, étant neutres, peuvent être consommés avec des produits laitiers ou de la viande.

## Selon les lois
Les œufs pondus par une poule sont considérés comme pareve car ils sont séparés de l'animal. En revanche, les œufs trouvés dans le corps de la poule après abattage sont considérés comme appartenant à l'animal et donc non pareve. Les œufs commercialisés ne sont  pas prélevés sur des animaux abattus et donc pareve.
La cacherout exige que le pain ordinaire soit fait pareve, car il s'agit d'un aliment de base, et l'on pourrait oublier qu'il contiendrait des traces lactées ou carnées. Le pain de forme inhabituelle ou consommé le jour de sa fabrication peut ne pas être pareve . Les végétariens sont également concernés par ce commandement.
Les aliments dont les ingrédients sont pareve, mais qui entrent en contact avec des produits lactés ou carnés (ou avec une vaisselle ayant contenu des produits lactés ou carnés), le restent. Cependant, si un tel contact est établi, ils ne peuvent être consommé qu'avec des plats respectivement lactés ou carnés . Certains produits commerciaux, pareve mais préparés avec du matériel en contact avec du lait, portent les lettres DE sur le hechscher pour indiquer au consommateur que le produit ne peut pas être consommé avec de la viande (même s'il est possible de le consommer après un repas carné) 
Les lois de la cacherout ne s'appliquent pas aux médicaments. Ainsi, les produits pharmaceutiques pris à des fins médicales qui contiennent des ingrédients animaux, bien que non pareve, ne nécessitent pas de délai d'attente après leur consommation, car ils sont souvent avalés sans être mâchés et ont peu de contact avec la bouche. Les vitamines, en revanche, ont le statut de nourriture et, par conséquent, les lois de la kacherout doivent être suivies. Elles ne s'appliquent cependant pas aux substances qui ne sont pas prises par voie orale.
Les ménages kasher séparent souvent vaisselle pour produits carnés et lactés. Certains utilisent une troisième vaisselle, réservée aux aliments pareve, afin de pouvoir les préparer avec des produits laitiers comme avec de la viande
Même si le poisson est pareve , le Talmud indique qu'il ne faut pas le mélanger à la viande, et la coutume veut qu'on les mange dans deux assiettes différentes s'ils sont servis au même repas. Une coutume  loubavitch empêche la consommation de poisson avec du lait, mais la combinaison du poisson avec des sous-produits laitiers (fromage, beurre, etc.) est acceptable . Une pratique beaucoup moins courante consiste à s'abstenir de manger du poisson associé à un produit laitier.

## Les aliments Pareve en production commerciale
En raison des restrictions liées à l'interdiction de mélanger lait et viande, de nombreux produits sont fabriqués pareve, modifiant les recettes traditionnelles. Sont comptés parmi les substituts de lait ou de viande le soja et le tofu, les huiles de palme et de coco et divers légumes. Les simili-carnés et le fromage de soja sont utilisés.
Les lois du marit ayin interdisent de manger une nourriture parève qui ressemble à des produits laitiers avec de la viande, ou l'inverse. Cependant, à l'époque contemporaine, cette consommation est autorisée 
La margarine est couramment utilisée à la place du beurre, ce qui permet de préparer des produits de boulangerie parève. En 2008, une pénurie de margarine kasher pour Pessa'h rend difficile la fabrication de produits pareve.

## Aliments pareve et végétarisme
Le mot «pareve» sur une étiquette n'est pas un indicateur systématique de végétarisme ou végétalisme. Ainsi, le poisson et les produits de la pêche, comme la gélatine de poisson, sont parèves, mais ni végétariens ni végétaliens (bien que pescetarien). Le miel, les œufs et les produits en contenant, comme la mayonnaise et l' albumine, sont parèves et végétariens mais pas végétaliens.
Il est possible de transformer un produit laitier ou une viande en produit parève. Par exemple, la présure est parfois fabriquée à partir de parois d'estomac. Acceptable pour la fabrication de fromage casher  , elle ne l'est pas pour des végétariens.
Inversement, certains produits végétaliens ne sont pas pareve en raison d'un contact accidentel avec des ingrédients laitiers ou ustensiles en contact avec ces ingrédients, tout en étant végétaliens.

## Aliments pareve et allergies
Un produit pareve ne convient pas systématiquement aux allergies aux produits laitiers. Par exemple, l'équipement de fabrication de produits laitiers peut être assez bien nettoyé pour que les rabbins accordent le statut de parève aux produits fabriqués avec, mais pas assez pour ôter tous les résidus laitiers, d'où une possible mention "lait". Selon la règle générale, un article contenant accidentellement des ingrédients laitiers pourrait être considéré comme pareve si la laiterie est présente dans une fraction inférieure à 1/60 (1,67%) du total. En outre, dans le secteur commercial, les agences de supervision de la production alimentaire admettent un taux encore plus bas. Cependant, les personnes allergiques peuvent être sensibles à des concentrations beaucoup plus faibles de ces ingrédients, d'où, pour elles, le manque de fiabilité du marquage pareve 